# Безик, Вэл
Вэл Безик (англ. Val Bezic; 8 декабря 1952, Торонто) — канадский фигурист хорватского происхождения, выступавший в парном катании с сестрой Сандрой Безик, пятикратный чемпион Канады. На зимней Олимпиаде 1972 в Саппоро пара заняла 9 место, на чемпионате мира 1974 5 место.

## Биография
Мать Вэла Безика — Анджелин Мательян — родилась 1927 в северном Онтарио в семье выходцев из Хорватии. Отец — Душан Безик — беженец из Хорватии, приехал в Канаду возрасте 25 лет. Семьи обоих родителей были родом из одной и той же деревни на острове Шолта.
В 1965 году Вэл начал кататься в паре с сестрой Сандрой Безик. В 1966 году они впервые выступили на чемпионаде Канады среди юниоров, где заняли предпоследнее место. В 1967 году они выиграли этот чемпионат.

## Спортивные достижения
(с Сандрой Безик)
1969
- Чемпионат Канады — 3 место

1970
- Чемпионат Канады — 1 место
- Чемпионат мира — 14 место

1971
- Чемпионат Канады — 1 место
- Чемпионат мира — 9 место

1972
- Чемпионат Канады — 1 место
- Олимпиада — 9 место
- Чемпионат мира — 8 место

1973
- Чемпионат Канады — 1 место
- Чемпионат мира — 6 место

1974
- Чемпионат Канады — 1 место
- Чемпионат мира — 5 место